# عجوقة بيضوية الرأس
عجوقة بيضوية الرأس (الاسم العلمي:Ajuga oocephala) هي نوع من النباتات تتبع جنس العجوقة من الفصيلة الشفوية.